# Anaerostipes hadrus
Anaerostipes hadrus es una bacteria grampositiva del género Anaerostipes. Fue descrita en el año 2013. Su etimología hace referencia a grueso. Anteriormente conocida como Eubacterium hadrum. Es anaerobia estricta e inmóvil. Tiene un tamaño de 0,5 μm de ancho por 3 μm de largo. Forma colonias blancas opacas, con márgenes translúcidos e irregulares. Se ha aislado de heces humanas. 